# Фёдор Крестьянин
Фёдор Крестьянин (Христианин; вторая половина 1530-х, Новгород Великий или Москва — 1607 год, Москва (?)) — русский распевщик (композитор). Ученик новгородского знатока знаменного пения Саввы Рогова. Работал при дворе царя Ивана IV Грозного.

## Биография
Фёдор Крестьянин родился во второй половине 1530-х годов. Прозвище «Крестьянин» (в другой версии — «Христианин») говорит о его низком происхождении. В Новгороде Великом Фёдор Крестьянин (возможно, он уже был священником; по другой версии он принял сан только после переезда в Москву) учился распеву у Саввы Рогова. Б. П. Кутузов считал, что большое влияние на музыкальное творчество Фёдора Крестьянина оказали также идеи исихазма. Из Новгорода Фёдор Крестьянин переехал в Москву в качестве певчего и распевщика Ивана IV Грозного. В его обязанности входило также обучение царских певчих. Авторитет его как учителя был настолько велик, что один из учеников указывал даже, когда и при каких обстоятельствах Фёдор Крестьянин создавал то или иное своё произведение. Удивление исследователей вызывает отсутствие документов об оплате Крестьянина в качестве певчего. Здесь же он служил священником в Благовещенском соборе.
Во время пребывания царского двора в Александровой слободе Фёдор Крестьянин работал там. Вероятно, он находился в штате священников Покровского храма в Александровой слободе. В 1582 году он снова служит в Благовещенском соборе, где, видимо, состоял в штате до своей смерти. У него было два сына, Фёдор и Иван, также ставшие распевщиками.
К маю 1606 года Фёдор Крестьянин — протопоп Благовещенского собора, в соответствии с древней традицией он должен был выполнять обязанности духовника царя Лжедмитрия I. Он совершал обряд венчания царя с Мариной Мнишек. После 1607 года в документах имя Фёдора Крестьянина уже не упоминается.
Фёдор Крестьянин был общепризнанным главой московской школы знаменного пения.

## Этапы творчества и его судьба
В творчестве Фёдора Христианина выделяют три периода: новгородский — до 1564 года, александрослободской — с 1564 по 1581 год, московский — с 1582 по 1607 год. Некоторые документы свидетельствуют, что композитор учился у Саввы Рогова не в Великом Новгороде, а в Москве, куда к тому времени переехал Рогов, и сам был москвичом.
Произведения композитора продолжали звучать во время богослужений до конца XVII века, но исполнялись редко, а современники отмечали их непривычность для своего слуха. При этом они продолжали оцениваться чрезвычайно высоко: 

«[Фёдор Крестьянин] славен и пети горазд знаменному пению и мнози от него научишася и знамя его и доднесь славно»— Бражников М. В. Неизвестные произведения певца и распевщика XVI века Фёдора Крестьянина
В XVII веке распевы Фёдора Христианина считались образцом московской школы пения, часто противопоставлялись усольской школе пения. Александр Мезенец в XVII веке писал (с сохранением орфографии оригинала):

«Московским же пением, иже Христианинов перевод именуется, в том же лице и гласе поётся сия сложития своим разводом; понеже старый Христианинов перевод во многих лицах, и розводах, и попевках со усольским мастеропением имеет различие».— Кутузов Б. П. Русское знаменное пение

## Сочинения
Самое знаменитое произведение композитора — цикл из одиннадцати Евангельских стихир. Сборник этих песнопений был найден в 1955 году в селе Усть-Цильма на реке Печоре в рукописи XVII века. Этому циклу было посвящено монографическое исследование М. В. Бражникова, изданное в 1974 году под названием «Фёдор Крестьянин — русский распевщик XVI века. Стихиры». Учёный считал, что сборник стихир был распет Фёдором Крестьянином во время пребывания в Александровой слободе с 1564 по 1581/1582 годы.
В Российском государственном архиве древних актов была найдена воскресная «блаженна» Фёдора Крестьянина («с Християниновой руки справлено», как утверждает переписчик). Исследователи предполагают, что и остальные «блаженны» на восемь гласов, сохранившиеся в сборнике, принадлежат также ему, но, возможно, ему принадлежит в них лишь развод сложных знамен. М. Бражников по поводу них писал, что эти песнопения даже превосходят Евангельские стихиры Фёдора Христианина.
Сохранилось теоретическое руководство «Фиты разводные, перевод Крестьянинов», но, по мнению исследователей, оно не является сочинением Крестьянина в современном понимании этого слова. Руководство — «собрание личных редакций, известных Ф. Крестьянину фитных напевов».
Российская государственная библиотека, Российская национальная библиотека, Государственный исторический музей имеют в своих фондах и другие произведения Фёдора Крестьянина: цикл догматиков большого распева, знаменные стихиры — «В вертеп вселился» Рождества Христова, славник «Приидите, новокрещении рустии собори» Святым Борису и Глебу, песнопения триодного цикла — стихира крестопоклонной недели «Видящи тя тварь», песнопение великой субботы «Да молчит всякая плоть», пасхальный кондак «Аще и во гроб сниде», полиелей «Хвалите имя Господне» и ряд других песнопений.
Мастер использовал не только знаменный распев, но и демественный.

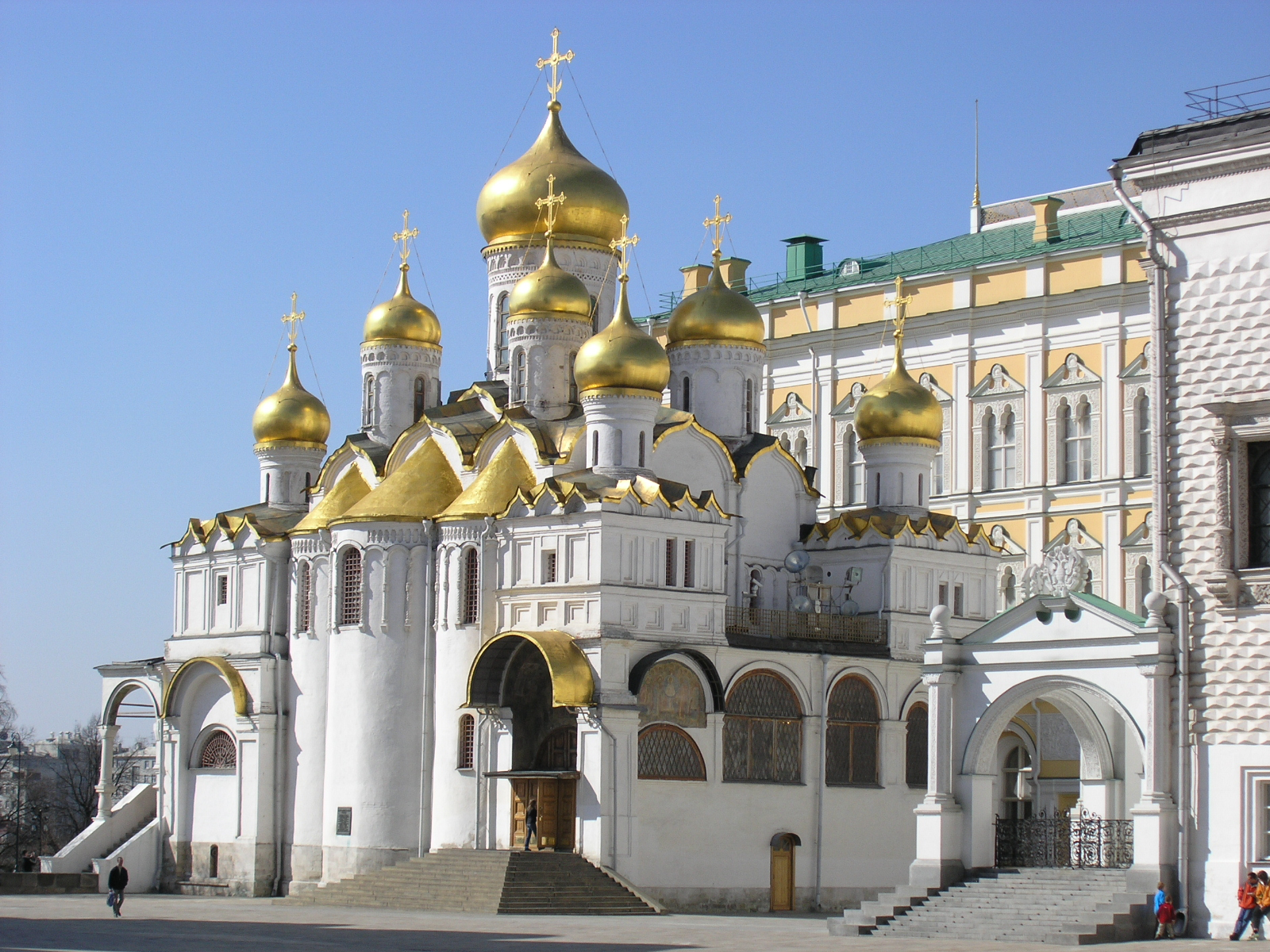
Благовещенский собор в Москве, где Фёдор Крестьянин служил священником после переезда из Новгорода Великого и после возвращения из Александровой слободы
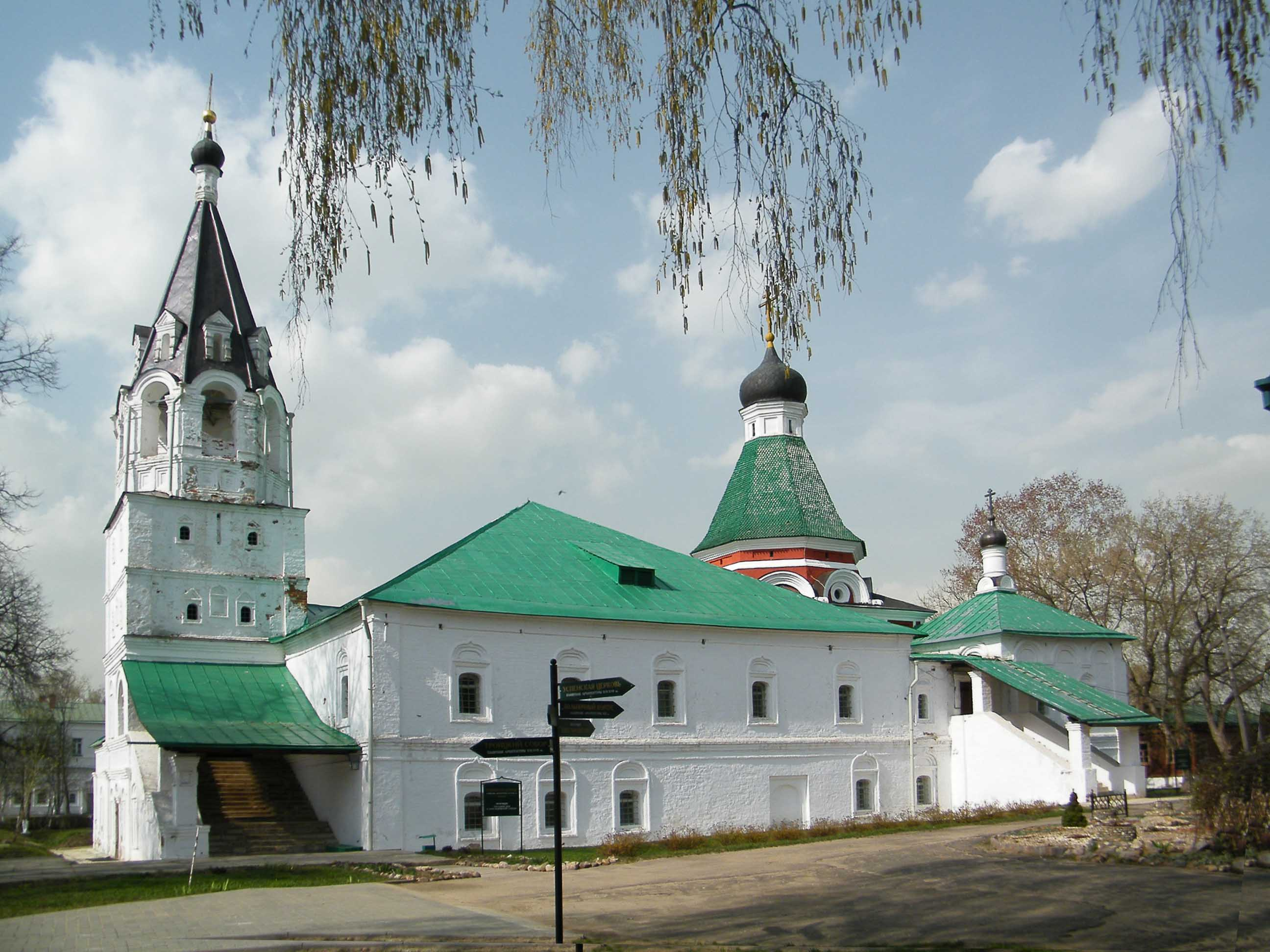
Александрова слобода. Покровская церковь, в штате священников которой состоял Фёдор Крестьянин
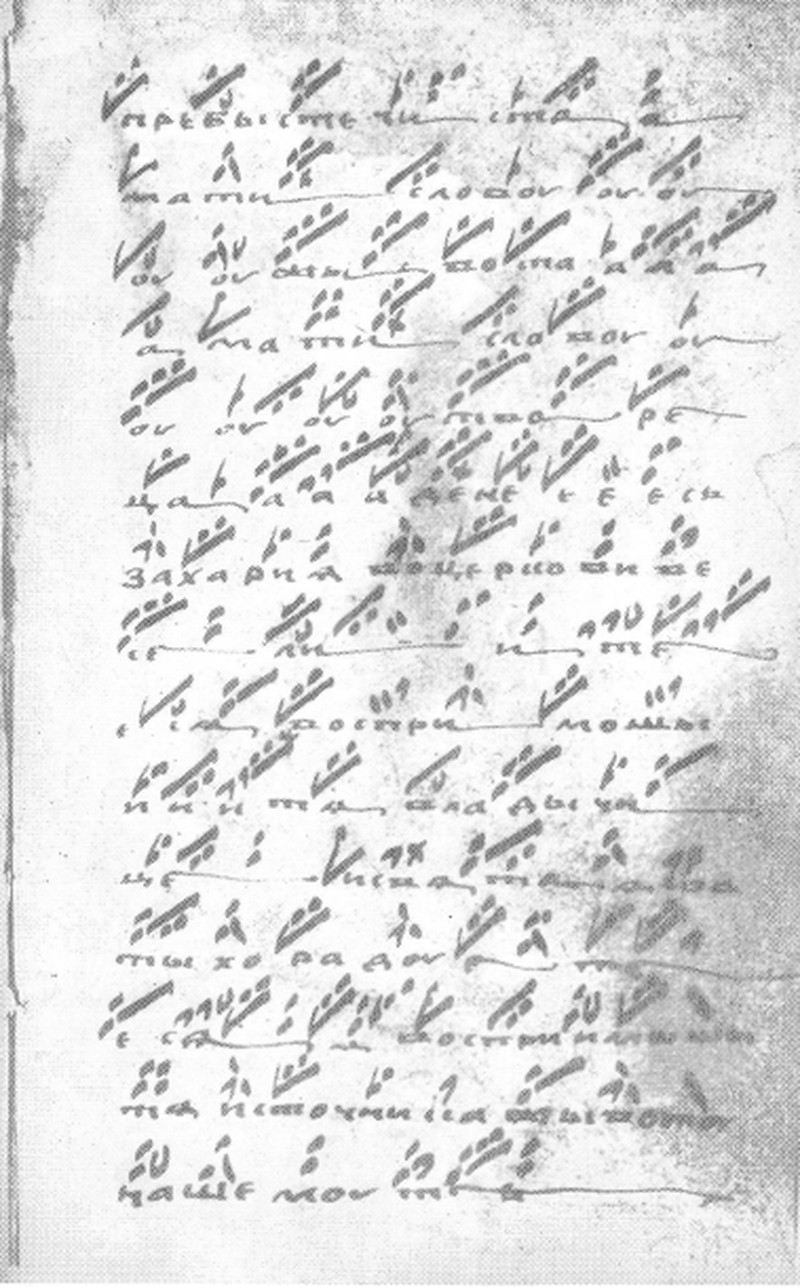
«Болшой Крестиянинов» распев (ИРЛИ, Древлехранилище, коллекция М. В. Бражникова, № 25, середина XVII в., л. 203).
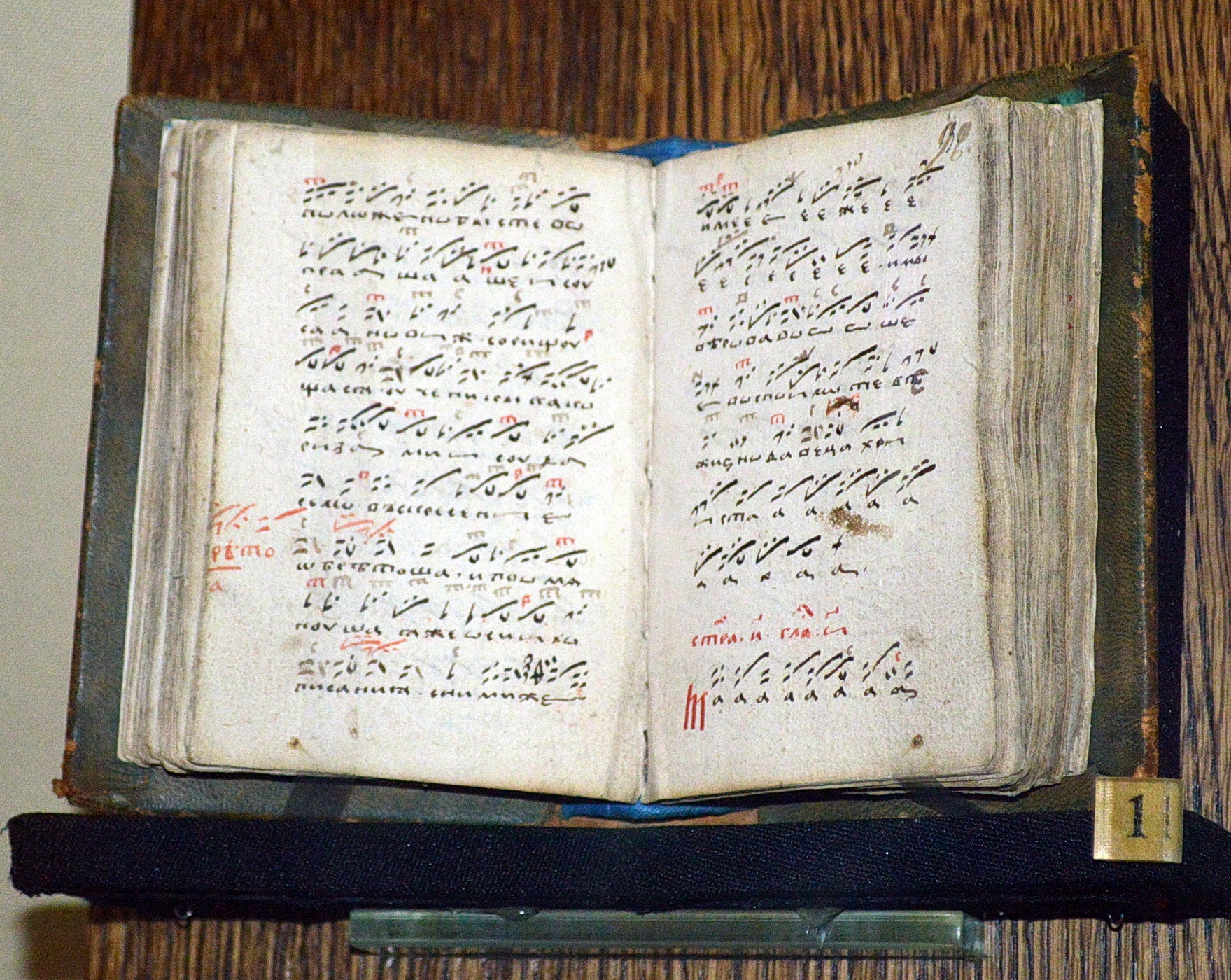
Распевы Фёдора Крестьянина, рукопись XVII в.

## Публикации
- Евангельские стихиры Фёдора Христианина. Расшифровка Б. Кутузова // Знаменное пение : Журнал. — 2008. — № 42.